# Göhr (Schnega)
Göhr ist ein Ortsteil der Gemeinde Schnega im Landkreis Lüchow-Dannenberg in Niedersachsen. 
Das Dorf liegt nordwestlich des Kernbereichs von Schnega. Die B 71 verläuft nördlich. Südlich liegt das 480 ha große Naturschutzgebiet Schnegaer Mühlenbachtal.

## Geschichte
Am 1. Juli 1972 wurde Göhr in die Gemeinde Schnega eingegliedert.

## Sehenswürdigkeiten
- „Swinmark“ Grenzlandmuseum Göhr[2]

## Persönlichkeiten
- Ernst Schäfer (1910–1992), Zoologe und Tibetforscher sowie führendes Mitglied der Forschungsgemeinschaft Deutsches Ahnenerbe und SS-Sturmbannführer, lebte und arbeitete in Göhr